# 脇役物語
『脇役物語』（わきやくものがたり）は2010年の日本のロマンティック・コメディ映画。緒方篤監督の長編デビュー作で、出演は益岡徹と永作博美など。万年脇役の中年俳優の奮闘を新進女優との恋を絡めて描いている。英題は『Cast Me If You Can』。
DVDは英題を含めた『脇役物語 Cast Me If You Can』のタイトルで発売されている。

## ストーリー
高名な劇作家を父に持つ松崎ヒロシは万年脇役俳優で、共に暮らす父親から半人前扱いされ続けている。そんなヒロシはウディ・アレン作品の日本版リメイクの主演に抜擢されるチャンスに恵まれるが、ふとしたことから大物議員・黒岩の妻との不倫を疑われて降ろされてしまう。失意のヒロシの前に女優の卵であるアヤが現れ、2人は互いに惹かれあうようになる。

## キャスト
- 松崎ヒロシ: 益岡徹 - 万年脇役俳優。人違いされてばかりいる。
- アヤ: 永作博美 - 女優の卵。ニューヨーク留学を目指しており英語が堪能。
- 松崎健太: 津川雅彦 - ヒロシの父。高名な劇作家。
- 黒岩トシ子: 松坂慶子 - 大物議員の妻。
- ホームレス: 柄本明
- サクラ: 前田愛 - アヤの劇団仲間。
- 山口: 佐藤蛾次郎 - ヒロシのマネージャー。
- マサル: 柄本佑 - トシ子の不倫相手。
- ジェーン: イーデス・ハンソン
- ウェイトレス: 江口のりこ
- 新: 中村靖日 - アヤの元彼。
- ナース: 松山愛里
- 電車のビジネスマン: 神太郎
- 万引き犯: 仁科貴
- コギャル: 広澤草
- スポーツ新聞編集長: 小林尚臣
- 林家彦いち、角替和枝、池田道枝　ほか

## スタッフ
- 原案・脚本・製作者・監督 - 緒方篤
- 脚本・キャスティング- 白鳥あかね
- 音楽 - ジェシカ・デ・ローイ
- 撮影監督 - 長田勇市
- 撮影・ステディカム - 永森芳伸
- 編集 - 大永昌弘
- 録音 - 永口靖
- 美術 - 小林和美
- タイトルデザイン - カリム・シェリフ、リアン・アルマンス
- MA - シネマサウンドワークス
- ラボ - 東京現像所
- 共同プロデューサー・題字デザイン - 櫻井陽一
- プロデュース - 宮川絵里子
- 製作者 - ニアリ・エリック
- 制作協力・視覚効果 - シネリック
- 製作 - Dream on Production